# Ochrimnus foederatus
Ochrimnus foederatus är en insektsart som först beskrevs av Van Duzee 1929.  Ochrimnus foederatus ingår i släktet Ochrimnus och familjen fröskinnbaggar. Inga underarter finns listade i Catalogue of Life.